# Kvong Sogn
Kvong Sogn ist eine Kirchspielsgemeinde (dän.: Sogn) im südlichen Dänemark. Bis 1970 gehörte sie zur Harde Vester Horne Herred im damaligen Ribe Amt, danach zur Blaabjerg Kommune im erweiterten Ribe Amt, die im Zuge der  Kommunalreform zum 1. Januar 2007 in der „neuen“  Varde Kommune in der Region Syddanmark aufgegangen ist.
Im Kirchspiel leben 484 Einwohner, davon 203 im Kirchdorf (Stand:1. Januar 2023). Im Kirchspiel liegt die Kirche „Kvong Kirke“.
Nachbargemeinden sind im Osten Horne Sogn, im Süden und im Westen Lunde Sogn. im Nordwesten Lydum Sogn, sowie in der nördlich benachbarten Ringkøbing-Skjern Kommune Lyne Sogn.